# (34171) 2000 QZ34
2000 كيو زد 34 (ويعرف أيضًا باسم (34171) 2000 كيو زد 34 وفق تسمية الكوكب الصغير) (بالإنجليزية: 2000 QZ34)‏ هو كويكب ضمن حزام الكويكبات؛ وترتيبه 34171 من حيث الاكتشاف.
اكتُشف هذا الجُرم الفلكي بواسطة كورادو كورليفيتش في 26 أغسطس 2000.

## وصلات خارجية
- (34171) 2000 QZ34 في قاعدة بيانات مختبر الدفع النفاث لأجرام النظام الشمسي الصغيرة

- الاكتشاف · مخطط المدار ·  العناصر المدارية · المعلمات المادية

- (34171) 2000 QZ34 على موقع ويكي سكاي: DSS2, SDSS, GALEX, IRAS, Hydrogen α, X-Ray, Astrophoto, Sky Map, Articles and images